# Atelestus dissonans
Atelestus dissonans är en tvåvingeart som beskrevs av Collin 1961. Atelestus dissonans ingår i släktet Atelestus och familjen dvärgdansflugor. Arten har ej påträffats i Sverige. Inga underarter finns listade i Catalogue of Life.